# Porta San Paolo

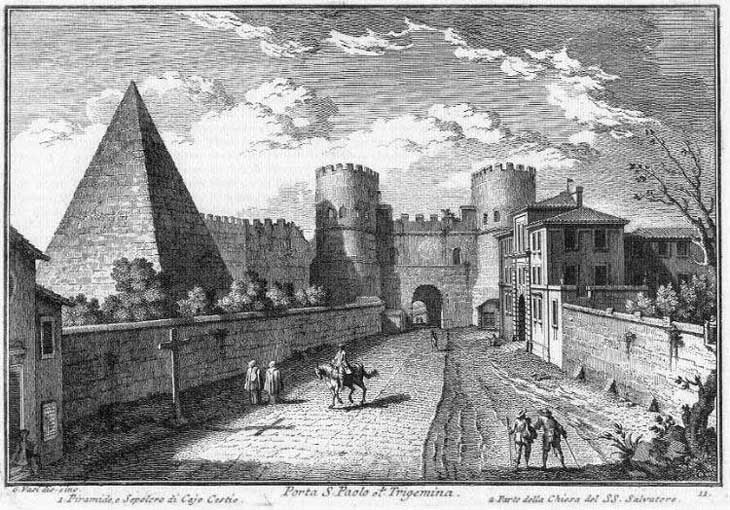
Bildnis 18. Jahrhundert von Giuseppe Vasi, links die Cestius-Pyramide.

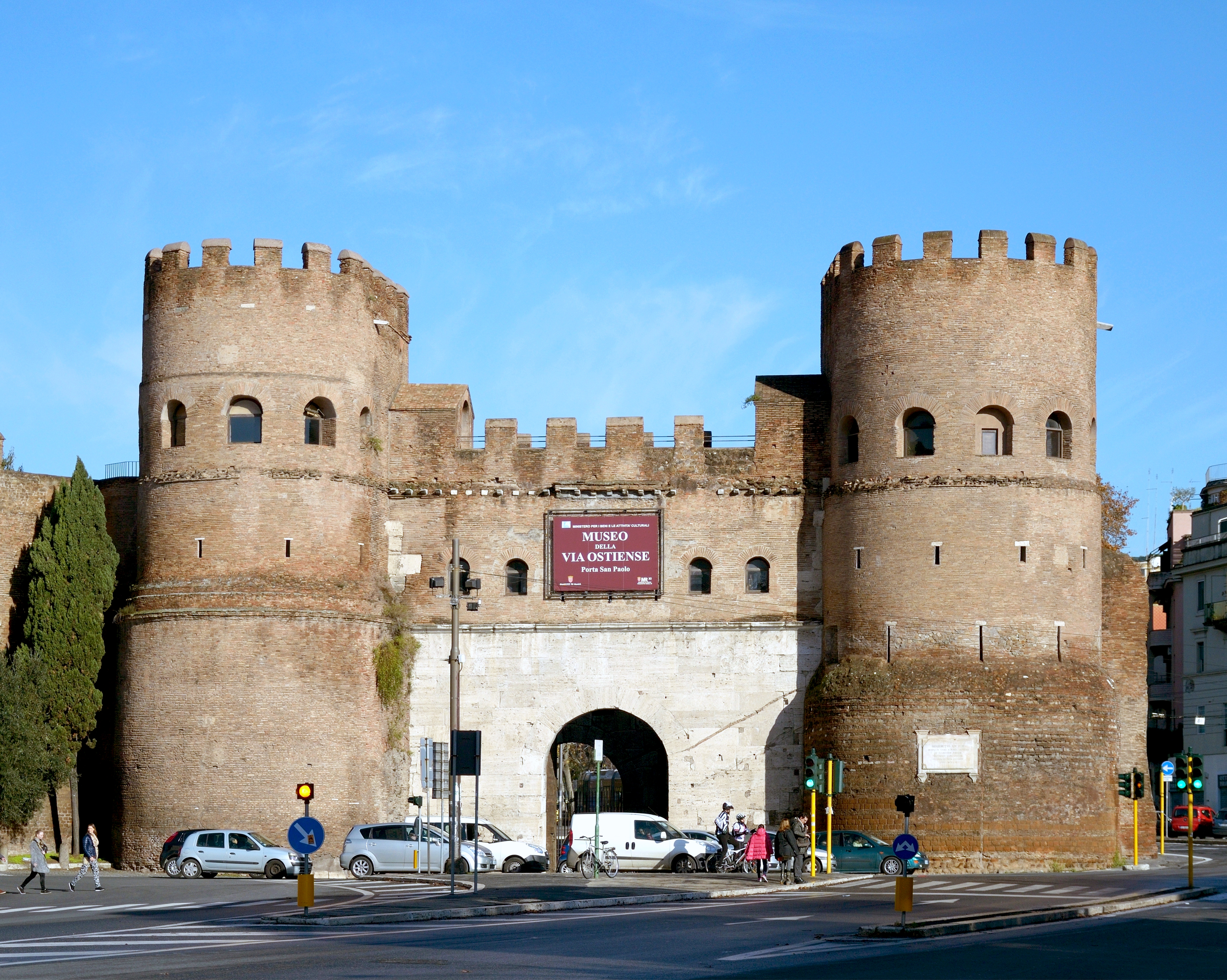
Die Porta San Paolo, wegen ihres festungsartigen Charakters auch Castelletto genannt.

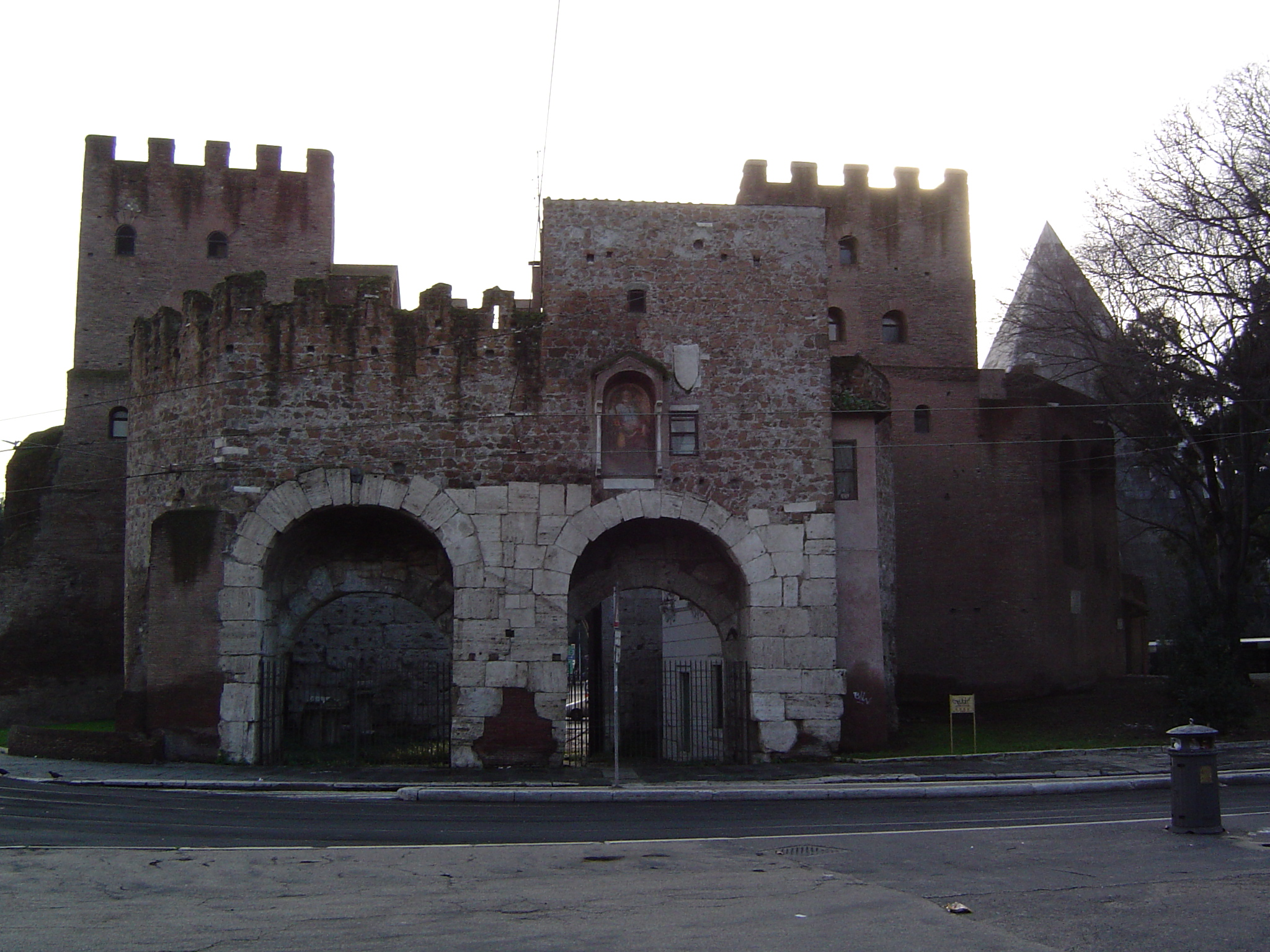
Das innere Gegentor.

Die Porta San Paolo, in der Antike unter dem Namen Porta Ostiensis bekannt, ist ein Stadttor der Aurelianischen Mauer in Rom. Sie ist der Ausgangspunkt der Via Ostiensis (heute Via Ostiense), einer der belebtesten Straßen Roms, die einst nach Ostia führte. Nahe bei der Porta San Paolo steht die Cestius-Pyramide.
Das Tor war einst Teil eines aus zwei Toren bestehenden Ensembles, da hier zwei wichtige Verkehrsadern die Stadt verließen. Sie zeugen von der Bedeutung und dem Verkehr, der hier Rom mit dem antiken Hafen in Ostia verband. Das bedeutendere Tor, die heute noch erhaltene porta San Paolo, hatte ursprünglich zwei bogenförmige Durchgänge aus Travertin, die von zwei halbkreisförmigen Türmen aus Ziegelmauerwerk flankiert werden. Es wurde unter Honorius umgestaltet, die Türme wurden aufgestockt. Aus Verteidigungsgründen wurde der äußere Torbereich abgerissen und durch eine Mauer mit nur einem Durchgang ersetzt, während das Gegentor auf der Innenseite weiterhin aus zwei Bogendurchgängen bestand. Über dem zentralen Torbereich wurde eine Geschützkammer mit sechs Bogenfenstern eingerichtet. Möglicherweise wurden diese Veränderungen erst im 6. Jahrhundert durch Belisar oder Narses veranlasst. 1888 wurde das andere Tor abgerissen und lediglich eine Beschreibung Lancianis gibt noch einige Informationen.
Die massive, wehrhafte Anlage wurde im Mittelalter auch Castelletto genannt. Doch bereits im 6. Jahrhundert bekam sie den Namen Porta San Paolo, da sie den Ausgang der Stadt zur Basilika Sankt Paul vor den Mauern bildete. Noch im 4. Jahrhundert, als der für den Circus Maximus bestimmte, heute auf dem Lateran befindliche Obelisk vorsichtig durch das Tor manövriert werden musste, war sie unter dem Namen porta Ostiensis bekannt.
Nach dem Bekanntwerden des Waffenstillstands von Cassibile kämpften an der Porta San Paolo am 10. September 1943 italienische Soldaten, unterstützt von zahlreichen Zivilisten, gegen die Einheiten der Wehrmacht. Der Zusammenstoß gilt manchen Historikern als Beginn der Resistenza. In der Schlacht starben über 400 Zivilisten, darunter 43 Frauen. Unter den Gefallenen war der kriegsversehrte Gymnasiallehrer und ehemalige Leutnant der granatieri Raffaele Persichetti. Er wurde später mit einer der ersten Medaglie d’oro al Valor Militare ausgezeichnet. Heute ist eine kleine Straße bei der Cestius-Pyramide nach ihm benannt.